# Влада Владимира Коковцова
Влада Владимира Коковцова је влада која је образована после убиства претходног председника владе Петра Столипина 1911.

## Чланови владе
| Функција                                         | Портрет | Име и презиме        | Напомена |
| ------------------------------------------------ | ------- | -------------------- | -------- |
| Председник Савета министара и министар финансија |         | Владимир Коковцов    |          |
| Министар унутрашњих послова                      |         | Александар Макаров   |          |
| Министар иностраних дела                         |         | Сергеј Сазанов       |          |
| Министар жележница                               |         | Сергеј Рухлов        |          |
| Министар правде                                  |         | Иван Щегловитов      |          |
| Министар народне просвете                        |         | Павел Игнатьев       |          |
| Војни министар                                   |         | Владимир Сухомлинов  |          |
| Поморски министар                                |         | Иван Григорович      |          |
| Мминистар за трговину и индустрију               |         | Сергеј Тимашев       |          |
| Министар пољопривреде                            |         | Александар Кривошеин |          |
| Државни контролор                                |         | Пётр Харитонов       |          |
| Обер-прокурор                                    |         | Владимир Саблер      |          |